# Marquesado de la Lapilla
El marquesado de la Lapilla es un título nobiliario español creado por el rey Felipe IV el 22 de junio de 1643 a favor de Pedro Rodríguez de Fonseca y Figueroa, hasta entonces II marqués de Orellana, señor de la casa de Fonseca, señor del mayorazgo de las tercias del obispado de Badajoz y señor de la Lapilla. El marquesado de Orellana fue cambiado por el de la Lapilla porque ya existía otro marquesado del mismo nombre, otorgado a Rodrigo de Orellana y Toledo, XII señor de Orellana la Vieja. Carlos II concedió la Grandeza de España a este título el 25 de abril de 1780, en la persona de José Joaquín Centurión Sámano y Fonseca, VIII marqués de la Lapilla, V marqués de Monesterio y VI duque de Centurión en el Reino de Nápoles.

## Denominación
La denominación del título hace referencia a la dehesa de la Lapilla, en el término municipal de Badajoz, en la provincia del mismo nombre, que era propiedad de los de Fonseca.

## Marqueses de la Lapilla
- Pedro Rodríguez de Fonseca y Figueroa (m. 1646), I marqués de la Lapilla[3] y II marqués de Orellana hasta 1643.[1]

Casó en primeras nupcias con Leonor de Contreras y Rocha y en segundas con Luisa de Mendoza. Le sucedió su sobrina nieta en 1646:
- María Felipa de Fonseca (m. 1669), II marquesa de la Lapilla.[3]

Casó en primeras nupcias con Andrés Vélaz de Medrano y en segundas el 15 de agosto de 1654 con Fernando Ruiz de Contreras.  Le sucedió su hija del primer matrimonio en 1669:
- Gaspara María Vélaz de Medrano y Fonseca[5][6] (m. 30 de abril de 1684), III marquesa de la Lapilla.[3]

Contrajo matrimonio el 6 de mayo de 1668 con Fernando de Acuña, conde de Requena. Le sucedió su hermana en 1684:
- Baltasara Vélaz de Medrano y Fonseca[5][6] (m. 15 de febrero de 1702) IV marquesa de la Lapilla.[3]

Casó con Luis de Valladares y Meira, I marqués de Valladares. Le sucedió su sobrina:
- Faustina Barrón de Fonseca (m. 14 de mayo de 1724), V marquesa de la Lapilla.

Casada en primeras nupcias con Juan José de Sámano y Urbina, marqués de Villabenázar, y en segundas el 28 de marzo de 1686 con Juan Alonso de Gaéta Girón. Le sucedió su hija del primer matrimonio en 1724:
- Rosa María de Fonseca Sámano y Urbina (m. 6 de agosto de 1750), VI marquesa de la Lapilla.[3]

Contrajo dos matrimonios: el primero con Manuel Duque de Estrada y Meneses, marqués de Lanzarote, y el segundo con Pedro Duque de Estrada y Valladares, conde de la Vega del Sella. Le sucedió en 1750 su media hermana, hija del segundo matrimonio de su madre:
- María de la Esperanza de Gáeta Girón y Fonseca (m. antes de 3 de marzo de 1771), VII marquesa de la Lapilla.[3]

Casó el 10 de enero de 1712 con Adán Centurión, VI marqués de Monesterio. Le sucedió su hijo el 3 de marzo de 1771:
- José Joaquín Centurión Doria y Fonseca, también llamado José Joaquín Centurión Sámano y Fonseca (m. 5 de febrero de 1796), VIII marqués de la Lapilla,[3] VII marqués de Monesterio y  VII duque de Centurión en Nápoles.[7]

Casó el 21 de abril de 1756 con Antonia Agustina de Vera y Moctezuma, hija de Diego Manuel de Vera Fajardo y Varona, IX marqués de Espinardo, y de su segunda esposa Andrea de Moctezuma Nieto de Silva. Sucedió en 1796 su hijo:
- Nicolás Cayetano Centurión Vera y Moctezuma (La Rioja, 7 de julio de 1771-Madrid, 18 de febrero de 1834), IX Marqués de la Lapilla,[3] VIII marqués de Monesterio,[9] gentilhombre de cámara, Gran Cruz de la Orden de Carlos III y caballero de la Orden del Toisón de Oro así como mayordomo mayor de la infanta María Francisca de Asís, presidente de la diputación en Madrid de la Sociedad Económica de la Rioja, caballerizo mayor de la reina y maestrante de Valencia.[9]

Casó en primeras nupcias el 2 de diciembre de 1783 con María Soledad de Orovio y Bravo de Mendoza, (m. 7 de septiembre de 1794), marquesa de Paredes. Después de enviudar, volvió a casar el 11 de septiembre de 1815 con Dolores Villanueva y Pérez de Barradas, hija de Francisco de Paula de Villanueva y Latrás, IX conde de Atarés. Contrajo un tercer matrimonio el 17 de julio de 1824 con Bernarda Manso de Velasco y Chaves.
Le sucedió en 1834 su hija del primer matrimonio:
- María de la Soledad Centurión y Orovio (7 de abril de 1787-4 de mayo de 1836), X marquesa de la Lapilla,[3] IX marquesa de Monesterio[10] y V marquesa de Paredes.[3]

Contrajo matrimonio el 19 de junio de 1807 con Juan Antonio de Fivaller y Taverner, II duque de Almenara Alta VIII marqués de Villel y VI conde de Darnius. Le sucedió en 1836 su hijo:
- Fernando de Fivaller y Centurión (m. 21 de junio de 1845), XI marqués de la Lapilla,[3] sin descendencia. Le sucedió su hermana:[3]

- María de las Mercedes de Fivaller y Centurión (m. 11 de octubre de 1896), XII marquesa de la Lapilla desde el 28 de mayo de 1850, X marquesa de Monesterio,[11] marquesa de Paredes y VII condesa de Darnius.

Casó el 19 de marzo de 1842 con Gavino de Martorell y Martorell (Ciudadela, 21 de diciembre de 1811-Madrid, 16 de diciembre de 1886), III marqués de Albranca, senador vitalicio por Baleares y Segovia, gran cruz de la Orden de Carlos III, gentilhombre de cámara con ejercicio y servidumbre. Le sucedió: Sucedió su hijo:
- Bernardino de Martorell y Fivaller (Ciudadela, 21 de diciembre de 1847-Madrid, 16 de febrero de 1909), XIII marqués de la Lapilla desde 1901,[3] X marqués de Villel, VIII conde de Darnius, grande de España, caballero de la Orden de Calatrava y maestrante de Valencia. Sucedió su sobrino, hijo de su hermano Ricardo Martorell y Fivaller y de Ángela Téllez-Giron y Fernández de Córdoba:

- Francisco de Borja de Martorell y Téllez-Girón (17 de junio de 1898-17/29 de noviembre de 1936), XV marqués de la Lapilla desde el 20 de marzo de 1931,[3] XXII conde de Alba de Liste, VII duque de Almenara Alta, VII marqués de Albranca, X marqués de Paredes, XI marqués de Villel, XVII duque de Escalona, XVIII marqués de Villena.[13]

Casó con María de los Dolores Castillejo y Wall. Le sucedió su hija:
- María Soledad de Martorell y Castillejo (8 de julio de 1924-Madrid, 6 de agosto de 2022),[14] XVI marquesa de la Lapilla,[3] XII marquesa de Monesterio,[13] VIII duquesa de Almenara Alta,[13] XVIII duquesa de Escalona,[13] VIII marquesa de Albranca,[13]  XI marquesa de Paredes, XIX marquesa de Villena, X condesa de Darníus[13] y XIII marquesa de Villel.[15]

Casó con Juan Pedro de Soto y Domecq (m. Madrid, 19 de agosto de 2004). Cedió el título del marquesado de la Lapilla a su hijo:
- Juan Pedro de Soto y Martorell, XVII marqués de la Lapilla[17] y XIII marqués de Monesterio.[18]

Casó el 8 de mayo de 1991 con Sofía González de Aguilar y Alonso Urquijo.